# HMS Tuna (N94)
«Тюна» (N94) (англ. HMS Tuna (N94) — військовий корабель, підводний човен типу «T» Королівського військово-морського флоту Великої Британії часів Другої світової війни.

## Історія створення
Підводний човен «Тюна» був закладений 13 червня 1938 року на верфі компанії Scotts Shipbuilding and Engineering Company у Гріноку. 10 травня 1940 року він був спущений на воду, а 1 серпня 1940 року увійшов до складу Королівських ВМС Великої Британії. 

## Історія
Човен брав активну участь у бойових діях на морі в Другій світовій війні; бився у Північній Атлантиці, біля берегів Європи, виконував завдання спеціальних операцій при діях британських командос.
22 вересня 1940 року «Тюна» потопив у Біскайській затоці норвезьке судно «Тірранна» (7230 т), яке було захоплено німецьким допоміжним крейсером «Атлантіс» в Індійському океані. На борту судна перебувало 292 особи, в тому числі щонайменше 264 захоплених союзних моряків призовий екіпаж з 16 німецьких охоронців. 87 людей загинули в катастрофі, в тому числі один німець.
24 вересня ПЧ також торпедував та затопив німецький гідроавіаносець Ostmark, а 18 грудня французький буксир Chassiron.
Наприкінці грудня 1941 року брав участь у проведенні операції «Арчері» — рейді британських командос на Лофотенські острови. 27 грудня, під час операції на острів Воґсей у Согн-ог-Ф'юране, зведений загін з No. 2, 3, 4 та 6 підрозділів командос за підтримки авіації та флотилії завдав удару по тамтешньому німецькому гарнізонові, промислових об'єктах, складах та сховищах. Вояки затопили 8 німецьких кораблів. На німецькому тральщику «Fohn» британські командос захопили шифрувальний апарат «Енігма» з документацією. 31 грудня підводний човен повернувся у район Північно-Західних підходів.
7 квітня 1943 року «Тюна» торпедною атакою знищив німецьку субмарину U-644 західніше Нарвіка, а також атакував німецький підводний човен U-302 та італійський «Бенедетто Брін».